# Platinoide
O platinoide é uma liga metálica de cor branca utilizada como sucedâneo de platina, composta por cerca de 60% de cobre, Cu, 14 % de níquel, Ni, 24 % de zinco, Zn, e 1-2 % de tungsténio, W. Trata-se de uma liga metálica que utilizada em joalharia e no fabrico de resistências eléctricas.